# باج‌گیری (فیلم ۱۹۵۱)
«باج‌گیری» (انگلیسی: Blackmailed) یک فیلم درام به کارگردانی مارک آلگره است که در سال ۱۹۵۱ منتشر شد.

## بازیگران
- مای زترلینگ
- دیرک بگارد
- فای کامپتون
- جیمز رابرتسن جاستیس
- مایکل گاف
- ویلفرید هاید-وایت